# Dominic Candeloro
Dominic Candeloro (Chicago, 10 maggio 1940) è uno storico statunitense di origine italiana.

## Biografia
Entrambi i genitori nacquero in Italia: il padre, Ludovico Candeloro, nel 1898 a Pianibbie-Ripitella, frazione di Casoli in provincia di Chieti; la madre, Iolanda Giannetti, ad Amaseno in  provincia di Frosinone.
È docente di Storia presso la Governors State University (Illinois), direttore esecutivo della American Italian Historical Association, membro della Chicago Historical Society e della Illinois State Historical Society, punto di riferimento anche per il Dipartimento di Antropologia Culturale dell'Università di Roma, per la Fondazione Agnelli di Torino e per la NIAF (National Italian American Foundation).
Con la gestione della mailing list 'H ITAM'  tiene contatti con tutti i docenti universitari di origine italiana che insegnano negli Stati Uniti e in Canada per discutere ed esaminare temi e proposte sull'influenza che la cultura italiana ha avuto su quelle dell'America Settentrionale.

## Scritti principali
- Italians in Chicago
- Gli italiani nei sobborghi: Chicago Heights, 1890-1975
- Chicago Heights Revisited, coautore con Barbara Paul
- Italians in New Orleans